# Johann Putzer von Reibegg
Johann Putzer von Reibegg (16. října 1801 St. Pauls – 23. září 1892 Bolzano) byl rakouský podnikatel a politik německé národnosti, v 2. polovině 19. století poslanec Říšské rady.

## Biografie
Jeho otcem byl obchodník Florian Putzer von Reibegg. Johann byl dědicem velkoobchodní firmy J. A. Holzhammer v jihotyrolském Bolzanu. Podnik na něj přešel roku 1822 a pod jeho vedením se úspěšně rozvíjel. V roce 1839 postavila firma během osmi měsíců železniční trať Miláno - Monza. V letech 1839–1840 založil spolu s hrabětem Széchenyim podle italského a uherského vzoru první moderní válcový mlýn. Roku 1852 převzal železárny v štýrském Štore v dnešním Slovinsku a spojil je s uhelnými doly v Lašku. Během revolučního roku 1848 sloužil v letech 1848–1849 jako velitel Národní gardy v Bolzanu.
Po obnovení ústavní vlády se zapojil do politiky. Od roku 1861 byl poslancem Tyrolského zemského sněmu. Zemský sněm ho roku 1861 delegoval i do Říšské rady (tehdy ještě volené nepřímo) za Tyrolsko (kurie obchodních a živnostenských komor, obvod Bolzano). 2. května 1861 složil slib. K roku 1861 se uvádí jako majitel železáren a statkář, bytem v Štore.
V letech 18511861 byl viceprezidentem obchodní a živnostenské komory v Bolzanu. Od roku 1871 zastával funkci konzula Německého císařství v Bolzanu.